# Krótki zarys historii filozofii
Krótki zarys historii filozofii (ros. Краткий очерк истории философии) – radziecka książka, napisana jako pomoc naukowa dla studentów wydziałów humanistycznych wyższych uczelni, jak również dla tych, którzy samodzielnie podejmują studia nad historią filozofii.

## Autorzy
Książka opracowana została przez zespół autorów, powołany przez Ministerstwo Wyższego i Średniego Szkolnictwa Specjalistycznego ZSRR. Wszystkie wydania książki ukazywały się pod redakcją M.T. Jowczuka, T.I. Ojzermana i I.J. Szczipanowa. Autorami poszczególnych rozdziałów i paragrafów byli Walentin Asmus, Jurij Melwil, Igor Narski i in.

## Treść
Autorzy stawiali sobie za cel:
1. systematyczny wykład obejmujący zasadnicze etapy rozwoju filozofii począwszy od czasów starożytnych aż do chwili obecnej;
2. zanalizowanie walki między materializmem a idealizmem jako głównymi kierunkami filozofii;
3. wyjaśnienie genezy i rozwoju materializmu dialektycznego i historycznego;
4. poddanie krytyce współczesnej filozofii burżuazyjnej(inne języki), która odzwierciedla ogólny kryzys kapitalizmu.

## Wydania
Podręcznik ukazał się po raz pierwszy w 1960 roku , miał kilka wydań i został przetłumaczony na języki obce. We wstępie do drugiego wydania zaznaczono, że zespół autorów uwzględnił krytyczne uwagi i sugestie wyrażone w recenzjach opublikowanych w prasie oraz wyniki dyskusji które przeprowadzone zostały nad pierwszym wydaniem przez odpowiednie katedry wyższych uczelni.

### Przekłady na język polski
- Krótki zarys historii filozofii. Pod redakcją M.T. Jowczuka, T.I. Ojzermana, I.J. Szczipanowa. Przeł. Marian Drużkowski i in. Wyd. I. Warszawa: Książka i Wiedza, październik 1965. (pol.). Brak numerów stron w książce
- Krótki zarys historii filozofii. Pod redakcją M.T. Jowczuka, T.I. Ojzermana, I.J. Szczipanowa. Przeł. Marian Drużkowski i in. Wyd. II, poprawione i uzupełnione. Warszawa: Książka i Wiedza, listopad 1969. (pol.). Brak numerów stron w książce